# Zuid-Aziatisch kampioenschap voetbal 1999
De Zuid-Aziatisch kampioenschap voetbal 1999 werd gehouden in Goa, India tussen 22 april 1999 en 1 mei 1999. India werd kampioen. In de finale werd Bangladesh met 2–0 verslagen. Maldiven werd derde.

## Geplaatste teams
| Groep A    | Groep A | Groep A              | Groep A      | Groep B   | Groep B | Groep B             | Groep B      |
| Land       | Aantal  | Beste resultaat      | FIFA-ranking | Land      | Aantal  | Beste resultaat     | FIFA-ranking |
| ---------- | ------- | -------------------- | ------------ | --------- | ------- | ------------------- | ------------ |
| Pakistan   | 4e      | Derde plaats (1997)  | 176          | Sri Lanka | 4e      | Winnaar (1995)      | 142          |
| India      | 4e      | Winnaar (1993, 1997) | 115          | Malediven | 2e      | Tweede (1997)       | 167          |
| Bangladesh | 3e      | Halve finale (1995)  | 155          | Nepal     | 4e      | Derde plaats (1993) | 166          |

1. ↑  Fifa-ranking van FIFA-wereldranglijst maart 1999

## Stadion
| Margao             | · Margao |
| Fatordastadion     | · Margao |
| Capaciteit: 24.500 | · Margao |
|                    | · Margao |

## Groepsfase

### Groep A
| Land       | Gsp | Win | Gel | Ver | DV | DT | +/- | Pnt |
| ---------- | --- | --- | --- | --- | -- | -- | --- | --- |
| Bangladesh | 2   | 1   | 1   | 0   | 4  | 0  | +4  | 4   |
| India      | 2   | 1   | 1   | 0   | 2  | 0  | +2  | 4   |
| Pakistan   | 2   | 0   | 0   | 2   | 0  | 6  | –6  | 0   |

|                                  |       |       |            |                        |
| 22 april 1999 «onderlinge duels» | India | 0 – 0 | Bangladesh | Fatordastadion, Margao |
| 22 april 1999 «onderlinge duels» |       |       |            | Fatordastadion, Margao |

|                                  |          |                                                         |            |                        |
| 24 april 1999 «onderlinge duels» | Pakistan | 0 – 4                                                   | Bangladesh | Fatordastadion, Margao |
| 24 april 1999 «onderlinge duels» |          | 7' Hossain Iqbal 33' Alfaz Ahmed 62' 65' Mizanur Rehman |            | Fatordastadion, Margao |

|                                  |                                           |       |          |                        |
| 26 april 1999 «onderlinge duels» | India                                     | 2 – 0 | Pakistan | Fatordastadion, Margao |
| 26 april 1999 «onderlinge duels» | Baichung Bhutia 24' Syed Shabir Pasha 87' |       |          | Fatordastadion, Margao |

### Groep B
| Land      | Gsp | Win | Gel | Ver | DV | DT | +/- | Pnt |
| --------- | --- | --- | --- | --- | -- | -- | --- | --- |
| Malediven | 2   | 1   | 1   | 0   | 3  | 2  | +1  | 4   |
| Nepal     | 2   | 1   | 0   | 1   | 5  | 5  | 0   | 3   |
| Sri Lanka | 2   | 0   | 1   | 1   | 2  | 3  | –1  | 1   |

|                                  |           |       |           |                        |
| 23 april 1999 «onderlinge duels» | Sri Lanka | 0 – 0 | Malediven | Fatordastadion, Margao |
| 23 april 1999 «onderlinge duels» |           |       |           | Fatordastadion, Margao |

|                                  |                                           |       |                         |                        |
| 25 april 1999 «onderlinge duels» | Sri Lanka                                 | 2 – 3 | Nepal                   | Fatordastadion, Margao |
| 25 april 1999 «onderlinge duels» | Roshan Pereira 22' Mohammed Amanullah 24' |       | 4' 41' 81' Naresh Joshi | Fatordastadion, Margao |

|                                  |                               |       |                                                            |                        |
| 27 april 1999 «onderlinge duels» | Nepal                         | 2 – 3 | Malediven                                                  | Fatordastadion, Margao |
| 27 april 1999 «onderlinge duels» | Hari Khadka 65' 90' Thapa 87' |       | 1' Shah Ismail 74' Mohamed Wildhan 85' Mausoon Bul Ghafoor | Fatordastadion, Margao |

## Knock-outfase
|  | halve finale      | halve finale      |   |                | finale         | finale |
|  |                   |                   |   |                |                |        |
|  | 29 april – Margao |                   |   |                |                |        |
|  | Bangladesh        | 2                 |   |                |                |        |
|  | Nepal             | 1                 |   |                |                |        |
|  |                   |                   |   |                |                |        |
|  |                   |                   |   |                | 1 mei – Margao |        |
|  |                   |                   |   |                | Bangladesh     | 0      |
|  |                   | India             | 2 |                |                |        |
|  |                   |                   |   |                |                |        |
|  |                   |                   |   |                | derde plaats   |        |
|  | 29 april – Margao | 29 april – Margao |   | 1 mei – Margao | 1 mei – Margao |        |
|  | Malediven         | 1                 |   | Malediven      | 2              |        |
|  | India             | 2                 |   |                | Nepal          |        |

### Halve finale
|                                  |                                   |       |                        |                        |
| 29 april 1999 «onderlinge duels» | Bangladesh                        | 2 – 1 | Nepal                  | Fatordastadion, Margao |
| 29 april 1999 «onderlinge duels» | Mihazur Rehman 5' Alfaz Ahmed 62' |       | 74' Balgopal Maharajan | Fatordastadion, Margao |

|                                  |                     |       |                                        |                        |
| 29 april 1999 «onderlinge duels» | Malediven           | 1 – 2 | India                                  | Fatordastadion, Margao |
| 29 april 1999 «onderlinge duels» | Mohamed Wildhan 43' |       | 30' Baichung Buthia 84' Bruno Coutinho | Fatordastadion, Margao |

### Troostfinale
|                               |                                         |       |       |                        |
| 1 mei 1999 «onderlinge duels» | Malediven                               | 2 – 0 | Nepal | Fatordastadion, Margao |
| 1 mei 1999 «onderlinge duels» | Mohamed Wildhan 60' Mohamed Ibrahim 85' |       |       | Fatordastadion, Margao |

### Finale
|                               |            |                                        |       |                        |
| 1 mei 1999 «onderlinge duels» | Bangladesh | 0 – 2                                  | India | Fatordastadion, Margao |
| 1 mei 1999 «onderlinge duels» |            | 26' Bruno Coutinho 44' Baichung Bhutia |       | Fatordastadion, Margao |

| Winnaar Zuid-Aziatisch kampioenschap voetbal 1999 |
| ------------------------------------------------- |
|                                                   |
| India Derde titel                                 |

1993 · 1995 · 1997 · 1999 · 2003 · 2005 · 2008 · 2009 · 2011 · 2013 · 2015 · 2018 · 2021 · 2023